# Bernadette Collins
Bernadette "Bernie" Collins, född antingen 1986 eller 1987, är en brittiskfödd irländsk ingenjör som var senast chef för tävlingsstrategi för Formel 1-stallet Aston Martin F1.
Hon avlade en master i maskinteknik vid Queen's University Belfast. Under det sista studieåret var Collins trainee hos McLaren Automotive och när examen avlades blev hon överförd till McLarens designavdelning och med ansvar för växellådor. Collins var också involverad i GP3 Series, först för de stall som hade McLaren-bilar och sen för McLarens egna GP3-stall. År 2012 blev hon befordrad till att arbeta som prestandaingenjör för McLarens F1-stall medan två år senare blev hon personlig prestandaingenjör för F1-föraren Jenson Button, när han körde för McLaren. Redan året därpå lämnade Collins dock McLaren för att arbeta för F1-konkurrenten Force India. Under sommaren 2018 gick Force India i konkurs och blev först Racing Point Force India och sen Racing Point. Hon blev kvar i stallet och arbetade med strategi trots turbulensen och namnbytena, hon befordrades senare till att ingå i ledningsgruppen och arbeta som chefsstrateg. År 2021 blev Racing Point Aston Martin F1. Den 31 juli 2022 meddelade Aston Martin att Collins skulle lämna sin position som chef för tävlingsstrategi efter att Ungerns Grand Prix 2022 hade ägt rum samma dag.